# グリゴリー・ポチョムキン
グリゴリー・アレクサンドロヴィチ・ポチョムキン（ロシア語: Григорий Александрович Потёмкин、1739年9月13日（ロシア暦）/9月24日（グレゴリオ暦） - 1791年10月5日（ロシア暦）/10月16日（グレゴリオ暦）は、ロシア帝国の軍人、政治家。タヴリーダ公爵で、ポチョムキン＝タヴリーチェスキー公爵と呼ばれる。帝国秘密参議会参事官、軍法会議副議長、陸軍首席大将にして新ロシア・クリミアの総督。
ロシア皇帝エカチェリーナ2世の愛人で秘密結婚の相手とされる。近年の研究で、エカチェリーナとの間にエリザヴェータ・ポチョムキナ（チョムキナ）を儲けたといわれている。

## 生涯

### エカチェリーナ2世との出会い

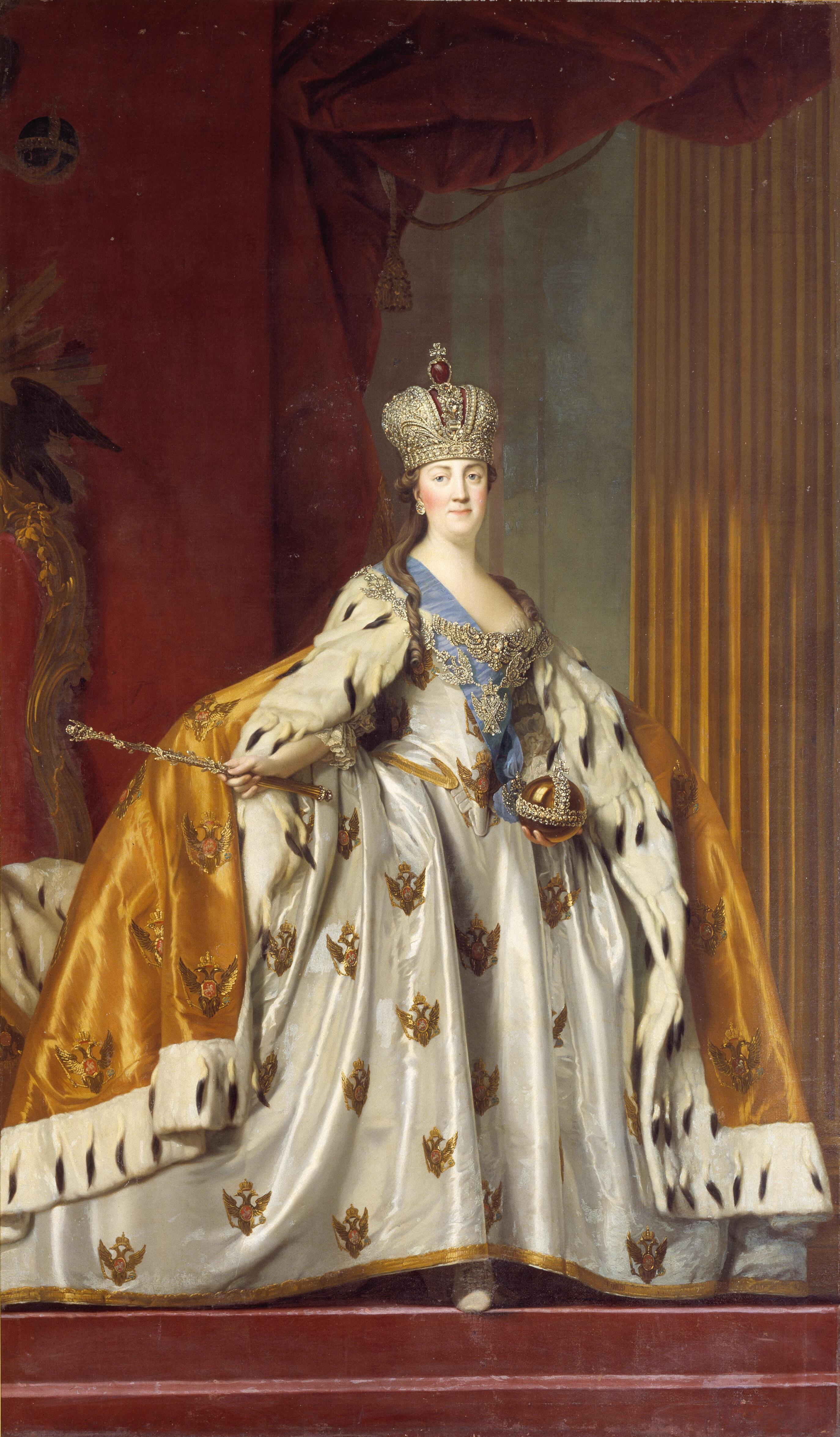
女帝エカチェリーナ2世。10歳年下のポチョムキンと秘密裏に結婚し、実娘エリザヴェータ・ポチョムキナ（チョムキナ）を産んだと伝えられる。

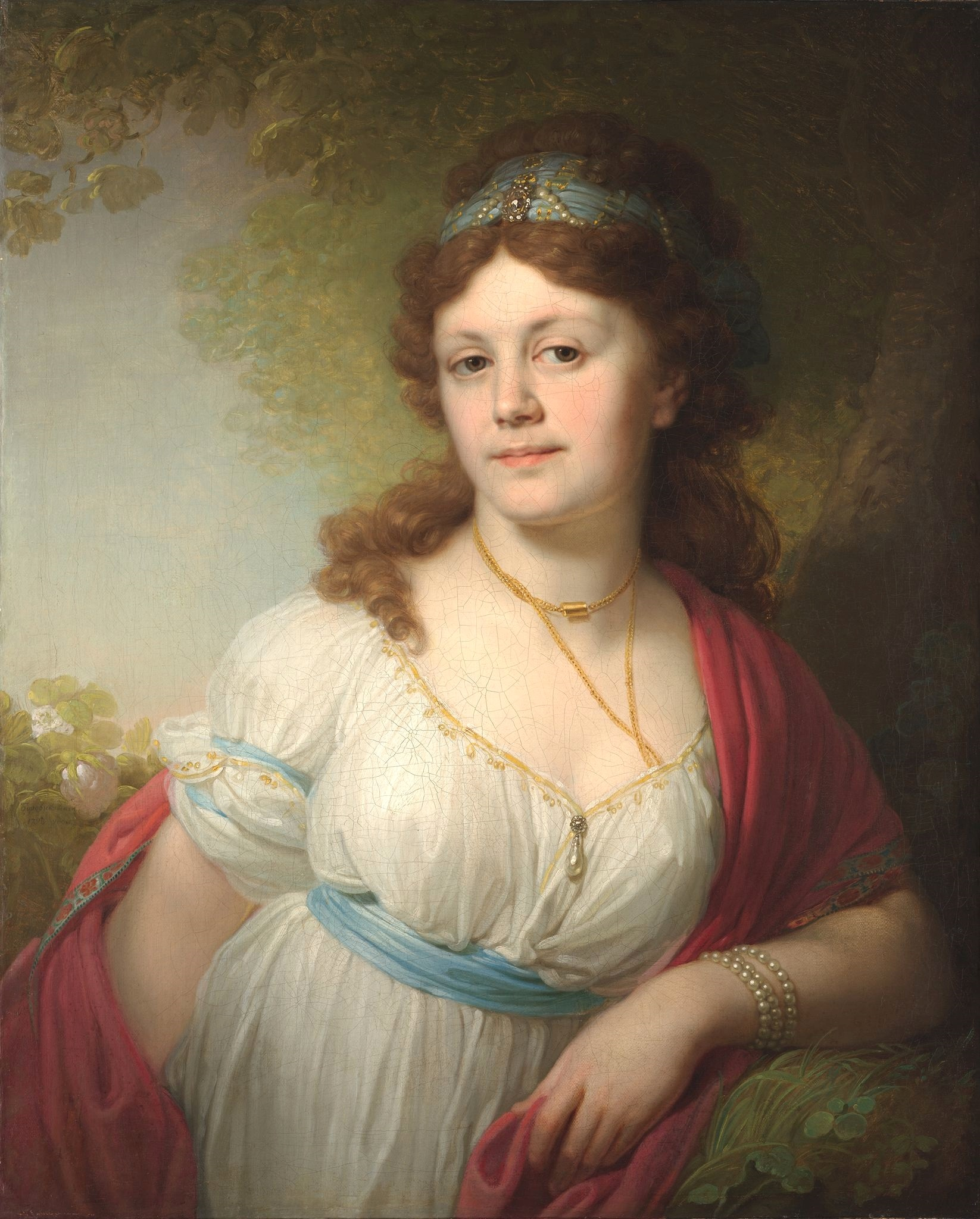
エカチェリーナとポチョムキンの娘と伝えられるエリザヴェータ・ポチョムキナ（チョムキナ）

1739年9月13日（ロシア暦）/9月24日（グレゴリオ暦）、スモレンスク県、チジョヴォ村生まれ。1762年、当時のピョートル3世を廃位したクーデターに、23歳で近衛連隊の一員として参加した。36歳の時に10歳年上のエカチェリーナ2世と結ばれ、家庭には恵まれなかったエカチェリーナの生涯唯一の真実の夫と言うべき男性で、私生活のみならず、政治家・軍人としても女帝の不可欠のパートナーとなった。
1773年に発生した大規模な農民の反乱「プガチョフの乱」では鎮圧に活躍した。その後、「急接近した2人が極秘裏に結婚し、エカチェリーナが46歳の時（1775年）に2人の間には実娘エリザヴェータ・ポチョムキナ（チョムキナ）が産まれた。ポチョムキナ（チョムキナ）は後にイヴァン・カラゲオルギ将軍と結婚し、その末裔は現在も実在している。」などの説があり、かなり信憑性の高い史料であるエカチェリーナとポチョムキンが交わした1162通もの往復書簡からもそういう事実があった可能性が窺えるが、真相は今も研究が続いている。2人に男女の関係がなくなった後も「妻と夫」であり続け、エカチェリーナの男性の趣味を知り尽くしたポチョムキンが、選りすぐった愛人を女帝の閨房に送り込んでいたという。

### クリミア併合
1779年、オスマン帝国とアイナリ・カヴァク条約を結んだ後、ロシア軍はクリミア・ハン国から撤退する。その翌年には反乱が勃発して親ロシアのハーンであるシャヒンが追い出された。この為、経済的利害の関係する層をクリミア・ハン国から避難させた後、1782年、エカチェリーナ2世はポチョムキンにまたも内乱の鎮圧を命令し、ポチョムキンはクリミアに侵攻して再びシャヒンをハーンの位につけた。シャヒンは先の反乱の加担者に対する断罪を主張し、このままではいずれまた内乱が勃発すると判断したポチョムキンはペテルブルクに赴き、エカチェリーナ2世にクリミアの直接統治を進言。エカチェリーナも決断を下し、1783年4月8日、クリミア併合が宣言された。
エカチェリーナはポチョムキンを旧クリミア・ハン国地域の県知事に任命し、黒海北部沿岸およびクリミアの開発を行わせた。ポチョムキンはクリミアをロシアの膨張政策の突端とすべくセヴァストポリ要塞を築き、黒海艦隊を設立する。これに抗議したオスマン帝国との間で1787年、またも露土戦争が勃発してしまった。
そのためポチョムキンが海軍元帥と陸軍元帥を兼ね、彼の元に実際の指揮はスヴォーロフがとり、1788年、オスマン帝国側のオチャーコフ要塞を包囲する（オチャーコフ攻囲戦）。
この時、フランス王国と同盟関係を結んでいたスウェーデン軍がフィンランドに上陸し、ロシア帝国とスウェーデン王国は戦闘状態に突入した（フィンランド戦争）。スウェーデンは、オスマン帝国との直接の同盟関係はなかったが、露土戦争に便乗し、攻勢に出る。
オスマン帝国とスウェーデン、二方面からの敵を抱えることの不利を考慮したエカチェリーナは、スウェーデンとの停戦を決め、プロイセンとイギリスの仲介で停戦に漕ぎ着ける。
こうして一方での戦争を終わらせた後、トルコ戦線では戦いは有利に進み、スヴォーロフがイズマイルを陥落させ、1791年、ヤッシーの講和において黒海北部沿岸の完全ロシア領化に成功した。この新しくロシア帝国領に編入された地域を、エカチェリーナ2世はノヴォロシア県という行政単位とし、総督にポチョムキンを任命した。

### エカチェリーナのクリミア視察旅行
このクリミアの成長ぶりを視察するため、ポチョムキンの演出でエカチェリーナは1787年にクリミアへの視察旅行に出かけた。その時、ポチョムキンの命令で街道沿いにエカチェリーナの一行を歓迎するために装飾を施した。伝えられる所によると、厚い紙に美しい村の風景を描き入れ、女帝の船が通る河岸の堤防に設けておき、豊かな村であるかのように見せかけ、女帝が通りすぎた後は、大急ぎで絵を下流に移したという。それ以降、みすぼらしかったり、恥ずかしいところを隠すための「見せかけ」を意味する「ポチョムキン村」という言葉が生じるようになった。
もっとも、このような言い伝えは誇大なものであり、女帝を歓迎するために街や村に装飾を行ったのは事実だが、それは周知のものであり、貧困をごまかす意図は無かったとされる。実際、クリミアは肥沃な地であり、貧困をごまかす必要などなく、ポチョムキンの尽力により、今なお黒海沿岸の主要都市であるオデッサ、ニコラーエフ、ヘルソンなどが建設され、現実に順調に発展していた。
しかし、エカチェリーナ最晩年の寵臣プラトン・ズーボフは老齢の女帝の寵愛を良いことに、ポチョムキンの立場をも脅かすほどの影響力を持つようになった。
1791年10月5日（ロシア暦）/10月16日（グレゴリオ暦）、ヤシから任地のニコラーエフへ赴く道中のラデニイ・ベキ付近の草原で倒れ、女帝に先立って病死した。52歳没。晩年は女帝から軽んじられるようになり、失意のうちに世を去ったと言われるが、彼の訃報に接した女帝は「夫」の死を深く嘆き悲しんだ。墓所はヘルソンの聖エカテリーナ大聖堂。ポチョムキンが倒れた場所には1年後、記念の石碑と石柱が建てられ兵士が常駐していたが、その後荒廃し忘れ去られていた。しかし1963年に地元の医師が草に埋もれた石碑を発見、小規模な修繕が行われた。そして2016年、ロシア政府とモルドバ政府の協力の下で修復工事が行われ、同年11月に公開された。

## 授与された勲章
ロシア帝国の勲章
- 聖アンドレイ勲章（英語版、ロシア語版）
- 聖ゲオルギー勲章（英語版、ロシア語版） - 通算で3回受章

- 勇気と黄金の剣

- 聖ウラジーミル勲章（英語版、ロシア語版）
- 聖アレクサンドル・ネフスキー勲章
- 聖アンナ勲章（英語版、ロシア語版）

 プロイセン王国の勲章
- 黒鷲勲章

 スウェーデンの勲章
- セラフィム勲章（英語版、スウェーデン語版、ロシア語版）

 デンマークの勲章
- エレファント勲章

 ポーランド・リトアニア共和国の勲章
- 白鷹勲章（英語版、ポーランド語版、ロシア語版）
- 聖スタニスワフ勲章（英語版、ポーランド語版、ロシア語版）

## 関連作品
- 『女帝エカテリーナ』 池田理代子（作）
アンリ・トロワイヤの伝記小説の漫画化。
- 小野理子 『不思議な恋文 - 女帝エカテリーナとポチョムキンの往復書簡 - 』 東洋書店〈ユーラシア・ブックレット No.23〉、2001年11月。ISBN 978-4-88595-363-7。
- 小野理子・山口智子共著 『恋文 - 女帝エカテリーナ二世 発見された千百六十二通の手紙 - 』 アーティストハウスパブリッシャーズ、2006年10月。ISBN 978-4-86234-054-2。2006年に日本テレビ系列で放送されたドキュメンタリー番組『女帝エカテリーナ〜愛のエルミタージュ〜』の関連本。
- ドキュメンタリー番組『女帝エカテリーナ〜愛のエルミタージュ〜』 - 2006年、日本テレビ。再現ドラマに登場。
- 『エカテリーナ〜旅立ち〜』 - 国営ロシアテレビで2017年に放送された、女帝エカテリーナ2世（エカテリーナ役はマリーナ・アレクサンドロワ）の生涯を描いた大河ドラマ。ポチョムキン役はウラジーミル・ヤグリッチ。